# Великосорочинський літературно-меморіальний музей Миколи Гоголя

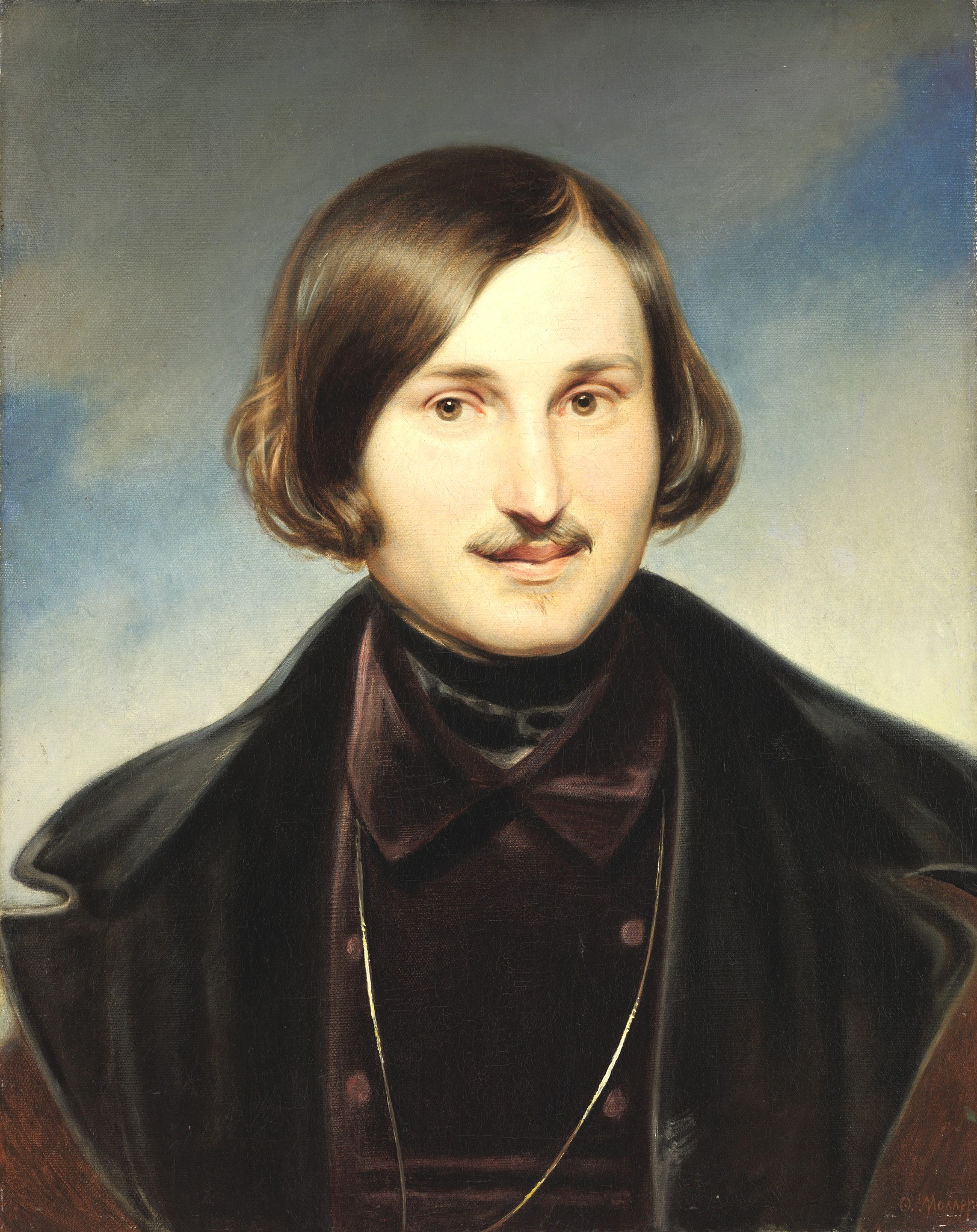
Гоголь Микола Васильович

Бюст М. В. Гоголя, який стоїть в музеї

Великосорочинський літературно-меморіальний музей Миколи Васильовича Гоголя заснований 1929 р. у будинку де народився славнозвісний український письменник та відбудований 14 січня 1951 р. після його знищення у часи війни.
Музей М. В. Гоголя у Великих Сорочинцях має два дні народження. За ідеєю народного артиста Амвросія Бучми та з ініціативи місцевих активістів у 1929 р. засновано перший Великосорочинський літературно-меморіальний музей М.В, Гоголя у будинку лікаря М. Трохимовського, в якому народився славетний письменник. Але у 1943 p., відступаючи, гітлерівська навала знищила його: багато цінних експонатів було безповоротно втрачено.
У післявоєнний час на місці спаленого будиночка за проектом полтавського архітектора П. П. Черніховця збудовано нове приміщення музею. Першим директором закладу призначено організатора й активного учасника сорочинського повстання селян 1905 р. — Микиту Михайловича Козиленка. 14 січня 1951 р. у Великих Сорочинцях відбулося урочисте відкриття новозбудованого літературно-меморіального музею М. В. Гоголя, який надалі став справжнім центром культури, активним пропагандистом творчості славетного письменника, гордістю сорочинчан.
Повоєнний Великосорочинський літературно-меморіальний музей М. В. Гоголя пережив 2 реекспозиції: у 1977-му та 1999 pp.
1 квітня 2009 року музей зустрів чисельних відвідувачів повністю відреконструйованим приміщенням, новою добудовою виставкової зали та сучасним благоустроєм прилеглої території. П'ять музейних залів очікують проведення нової реекспозиції.
Зберігає близько 4 тис. експонатів: особисті речі М.Гоголя, малюнки, вірші, перші видання творів, фотокопії рукописів, світлини, роботи художників І.Рєпіна, П.Коровіна, І.Крамського, К.Трутовського, В.Маковського, Кукриніксів, М.Дерегуса та майстрів народної творчості .